# Aleksandr Grigor'evič Demidov
Aleksandr Grigor'evič Demidov, (in russo: Александр Григорьевич Демидов) (2 settembre 1737 – 20 febbraio 1803), è stato un nobile russo.

## Biografia
Era il figlio di Grigorij Akinf'evič Demidov, e di sua moglie, Anastasija Pavlovna Surovceva. 
Suo padre investì molto nell'educazione dei suoi figli dandogli un'educazione eccellente. Suo padre era appassionato di botanica. Compirono un viaggio in Europa, acquistando conoscenze in vari campi. Aleksandr studiò presso l'Università di Gottinga insieme ai suoi fratelli Pavel e Pëtr. Tornò in Russia nel 1762.
Grazie alla sua conoscenza di diverse lingue, Aleksandr si dedicò alla traduzione di opere letterarie.

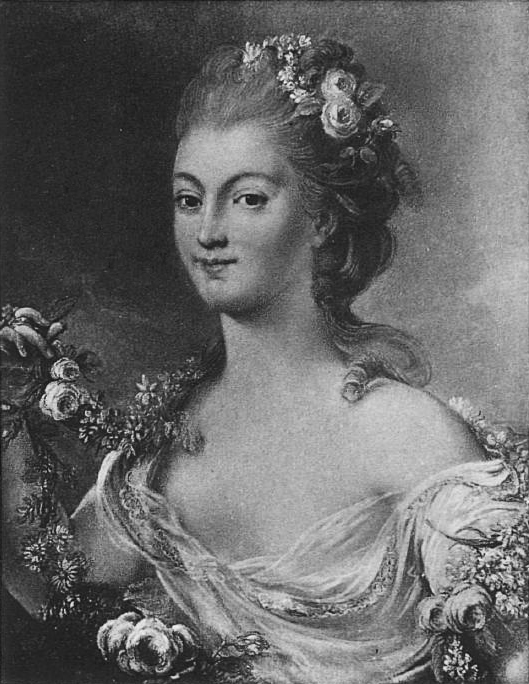
Praskov'ja Matveevna Olsuf'eva

## Matrimonio
Sposò, il 30 gennaio 1765, Praskov'ja Matveevna Olsuf'eva (1730-22 ottobre 1813), figlia del commissario capo Matvej Dmitrievič Olsuf'ev e della sua terza moglie Anna Ivanovna Senjavina. Ebbero quattro figli:
- Ekaterina Aleksandrovna (ottobre 1765-novembre 1765);
- Grigorij Aleksandrovič (1767-1827);
- Sof'ja Aleksandrovna (1769-1831), sposò Pëtr Gavrilovič Golovkin;
- Pëtr Aleksandrovič.

## Morte
Morì il 20 febbraio 1803 e fu sepolto nel cimitero Lazarev di Alexander Nevsky Lavra.